# Межевая (Челябинская область)
Межевая — деревня в Нязепетровском районе Челябинской области России. Входит в состав Шемахинского сельского поселения.

## География
Находится на левом берегу реки Арганча, примерно в 28 км к северо-западу от районного центра, города Нязепетровск, на высоте 312 метров над уровнем моря. К югу от деревни проходит административная граница Челябинской области и Башкортостана (Белокатайский район).

## История
Название деревни возникло от слова «межа», так как находилась в пограничье земельных угодий, принадлежащих разным владельцам.

## Население
| 2002 | 2010 |
| ---- | ---- |
| 160  | ↘85  |

По данным Всероссийской переписи, в 2010 году численность населения деревни составляла 85 человек (43 мужчины и 42 женщины).

## Улицы
Уличная сеть деревни состоит из 4 улиц.